# SenseTime
SenseTime (кит. трад. 商汤科技) — китайская компания, разрабатывающая системы с искусственным интеллектом по распознаванию лиц. Была основана в Гонконге, имеет офисы в Китае, Сингапуре, Японии и США.
Китайский стартап SenseTime Group Ltd., разрабатывающий систему распознавания лиц, привлек $600 млн от интернет-гиганта Alibaba, сингапурской инвестиционной компании Temasek Holdings и ритейлера Suning. В ходе сделки инвесторы оценили компанию в $3 млрд. Это был один из первых в мире стартапов, занимающийся разработкой ИИ и сумевший привлечь в 2018 году значительное финансирование.
В 2019 году компания была включена в черный список Бюро промышленности и безопасности за то, что якобы использовала свою технологию для нарушений прав человека в Синьцзяне.
В декабре 2023 года SenseTime сообщила о смерти одного из основателей и контролирующего акционера компании Тана Сяоу..

## История

### 2014
Соучредителями SenseTime в октябре 2014 года стали Тан Сяоу (Tang Xiao’ou), профессор кафедры информационной инженерии Китайского университета Гонконга (CUHK), и ученый-компьютерщик Сюй Ли. Сяоу также являлся основателем мультимедийной лаборатории CUHK — единственного представителя Азии, который попал в список 10 ведущих мировых лабораторий искусственного интеллекта Nvidia 2016 года. Совместная лаборатория CUHK-SenseTime опубликовала и представила более 400 работ по компьютерному зрению в ведущих научных журналах и конференциях мира, уступая только Microsoft. В течение 2014 года SenseTime представила перед Facebook свои алгоритмы распознавания лиц DeepID, которые стали первым алгоритмом компьютерного зрения, обладающим большей точностью обнаружения, чем человеческие глаза.

### 2015
В течение 2015 года были приняты многие документы SenseTime на Конференцию по компьютерному зрению и распознаванию образов (CVPR). Признание получили 9 работ из представленных SenseTime.

## Исследования
Благодаря академическому происхождению SenseTime, компания по-прежнему тесно сотрудничестает с научными кругами по всему миру. Обладает крупнейшей в Азии исследовательской группой по глубокому обучению, возглавляемой учеными, каждый из которых имеет более чем 20-летний опыт исследовательской работы. Компания также создала совместные лаборатории и / или провела совместные исследовательские проекты с Китайским университетом Гонконга (CUHK), Университетом Цинхуа, Пекинским университетом, Шанхайским университетом Цзяо Тонг и Университетом Чжэцзян.
В сентябре 2018 года SenseTime стал одним из основателей Глобального академического альянса искусственного интеллекта (GAIAA) вместе с Китайским университетом Гонконга, Массачусетским технологическим институтом, Сиднейским университетом, Шанхайским университетом Цзяо Тонг, Университетом Цинхуа, Университет Фудань, Университет Чжэцзян, Технологический университет Наньян и 7 других университетов. Формирование было официально объявлено на Всемирной конференции по искусственному интеллекту 2018 года (WAIC) в Шанхае и призвано стать основным каналом для упорядоченного обмена информацией и сотрудничества между ведущими научно-исследовательскими институтами ИИ в мире.
SenseTime имеет значительную высокопроизводительную вычислительную сеть, поддерживающую разработку и использование приложений ИИ. Согласно отчету Грегори С. Аллена из Центра новой американской безопасности, вычислительная сеть SenseTime включает «54 000 000 ядер графического процессора (GPU) на 15 000 графических процессоров в 12 кластерах GPU».
С 27 ноября 2019 года SenseTime возглавляет комитет, для разработки стандарта распознавания лиц в Китае.

## Сервисы
SenseTime является поставщиком алгоритмов для нескольких отраслей, связанных с ИИ, включая умные города, смартфоны, мобильный Интернет, онлайн-развлечения, автомобили, финансы, розничную торговлю, образование и недвижимость.
Компания имеет более 700 глобальных клиентов, партнеров и альянсов, в том числе Массачусетский технологический институт (MIT), Qualcomm, Nvidia, Honda, Alibaba, Suning, China Mobile, UnionPay, Wanda, Huawei, Xiaomi, Oppo, Vivo, Weibo и iFLYTEK.
В ноябре 2017 года SenseTime учредила дочернюю компанию «умной полиции» с Леоном, крупным поставщиком технологий анализа данных и наблюдения в Синьцзяне. Программное обеспечение SenseTime для ИИ использовалось при разработке систем распознавания лиц для использования правительством Китая. В апреле 2019 года SenseTime распродал предприятие по обеспечению безопасности.